# Agencia Andina de Noticias (Venezuela)
La Agencia Andina de Noticias Venezuela más conocida por sus siglas AAN con sede central en Valera, estado Trujillo, se apoya con corresponsales a nivel nacional principalmente en el estado Mérida y el estado Táchira. Su fundanción fue el 28 de septiembre de 2012 bajo figura de empresa privada por Beto Briceño. su atención se centra, principalmente, en los eventos noticiosos que ocurren en Venezuela y su impacto fuera del país.

## Controversia
En julio de 2013 fue dada en concesión por un año al estado, un contrato que permitió al Gobierno de Trujillo operarla. Por ese año la Agencia Andina de Noticias se convirtió en la Agencia de noticias oficial de Henry Rangel Silva, Gobernador de Trujillo. Dicha concesión permitía al estado comprar el medio de comunicación al cese de la relación contractual e informar con su propia línea editorial. 
El Gobierno de Trujillo no cumplió con los compromisos de la concesión y el medio pasó nuevamente a manos de la empresa originaria el mes de junio de 2014, esto desencadenó agresiones por parte de las autoridades de la oficina de prensa (Operador de la Página web) del ente de gobierno al creador de la Agencia de noticias en un intento de intimidación y amenazas siendo secuestrado y expulsado su representación legal del recinto el 6 de agosto de 2014, con el fin de despojarle de documentación sensible. En un claro acto de injusticia y desconocimiento a las leyes en el país, dichas autoridades ofrecieron tratos irregulares para evitar la denuncia: la firma de documentos dudosos para la censura del hecho acaecido, en cambio el gobierno cumpliría los compromisos económicos y cesaba el uso del nombre comercial de la agencia, todo esto rechazado por dignidad por el propietario y su equipo. Asimismo el gobierno decidió incrementar la arremetida creando un blog paralelo con la misma denominación de la página web que fue concesionario por un año, además del despojo de su cuenta en Twitter para uso propio y violación de los derechos de Propiedad intelectual.

## Relanzamiento
La nueva etapa consiste en una nueva Línea editorial, posicionando total atención a la crisis política y económica de Venezuela en 2015 y la recuperación de la libertad de prensa.